# 사할린한인문화센터
사할린한인문화센터(러시아어: Корейский культурный центр, Сахалин)은 러시아 사할린주 유즈노사할린스크에 있는 한국문화원의 분원이다. 일제강점기부터 살아온 사할린 한인들의 공동체를 위해 설립됐다.

## 역사
한국과 일본의 외무장관은 1997년 11월 센터를 건설하기로 합의했다.  일본은 건물 건설에 자금을 지원하기로 했다. 하지만 2001년 11월 일본은 이 문화센터를 사할린 로지나 문화센터 별관에 마련하기를 원했하지만 지역 교민들과 대한민국 정부는 지역사회의 필요에 비해 규모가 너무 작고 로지나 문화센터가 너무 낡고 고립되어 있다는 이유로 이에 반대했다.
사할린한인협회의 주관으로 활동이 진행됐으며, 건축 비용은 약 40억 정도로, 센터 부지는 러시아 정부로부터 49년간 임대됐으며, 건물 임대료의 일부는 재외동포재단에서 부담했다.
2006년 10월에 개장했으며, 건물 규모는 지상 2층, 지하 1층 규모이다. 건물에는 사할린 한인회, 박물관, 의료센터 등 지역주민을 위한 다양한 시설과 단체가 들어서 있다.